# 菲華樓
25°08′09″N 121°32′25″E / 25.135855°N 121.540169°E
菲華樓位於台灣中國文化大學，原作該校教職員宿舍，現為國際暨兩岸事務處、華岡校友總會。

## 沿革
取名為「菲華樓」意在感念菲律賓華僑莊萬里先生於該校創建初期的大力贊助。民國92至93年，為提昇耐震能力之結構補強工程及空間使用效益，進行內裝、外牆整修工程。工程以原有建築再利用為基礎，秉持大地建築、崇尚自然的設計意識，融入21世紀數位建築的設計理念，重新建立新的面貌，該次整修時亦增設中水回收系統設備，並於戶外建置了一處庭園。

## 外觀
外型是三層洋房建築的菲華，樓頂更以波浪狀設計並加紅色柱飾連接於三樓陽台，顯得具有時尚景觀，在一眾具有中國特色文化建築大樓中顯得別具一格。

## 內部
菲華樓現址2樓為中國文化大學 國際暨兩岸事務處，設有處長室、國際合作組及兩岸事務組，以協助僑生、交換生、外籍生、陸生等行政輔導服務和協助校內各單位辦理國際性活動。
３樓為華岡校友總會，以增進中國文化大學校友們感情，促進校友事業合作，協助中國文化大學發展。現任董事長為李天任。

## 外部連結
- 中國文化大學 （页面存档备份，存于）
- 國際暨兩岸事務處[永久]
- 中國文化大學校友總會